# Marija Vitebska
Marija Vitebska (belorusko Марыя Віцебская, Marija Vicebskaja, litovsko Marija Vitebskietė) je bila prva žena velikega litovskega kneza Algirdasa, * ni znano, † pred 1349.
O njenem življenju je zelo malo znanega. Bila je edini otrok ruskega kneza Jaroslava in edina dedinja Vitebske kneževine. Po očetovi smrti okoli leta 1345 je Vitebsk za vedno prišel pod oblast Algirdasa in njegovih naslednikov.
Rodila je pet sinov, ki so odraščali, ko je bil Algirdas deželni vojvoda krščanskih dežel Velike litovske kneževine. Vseh pet sinov je bilo krščenih po pravoslavnem obredu. Vladali so ruskim deželam in postali predniki uglednih rodbin ruskih vojvod: Trubecki (Dimitrij Olgerdovič), Čartorski (Konstantin), Sanguško (Fjodor) ter Belski in Olelkovič (Vladimir). Po Marijini smrti se je Algirdas poročil z rusko princeso Uljano Tversko. Po Algirdasovi smrti sta se najstarejša Marijina in Uljanina sinova spopadla za očetovo nasledstvo.